# Truvelo Armoury
Truvelo Armoury — южноафриканский производитель лёгкого стрелкового вооружения и аксессуаров к нему. Является подразделением компании Truvelo Manufacturers (Pty) Ltd. Штаб-квартира расположена в городе Мидранд, Южно-Африканская Республика. Там же располагаются офисные площади, производственные цеха и специальная лаборатория для проведения НИОКР. Компания занимается разработкой и выпуском легкого стрелкового оружия, запчастей к нему, а также отдельных узлов: высококачественных стволов, затворов и т. д. Сеть дистрибьюторов продукции охватывает все континенты планеты.

## Продукция
- Truvelo Raptor — штурмовая винтовка на основе автомата Калашникова
- Neostead — боевое гладкоствольное ружьё 12-го калибра
- Truvelo ADP — автоматический пистолет под патроны 9×19 мм Парабеллум и .40 S&W, производящийся по лицензии итальянской компании Tanfoglio
- Truvelo CMS 7.62x51mm — снайперская винтовка под патрон 7,62×51 мм НАТО[1]
- Truvelo CMS 338 Lapua — снайперская винтовка под патрон .338 Lapua Magnum[1]
- Truvelo CMS 12.7x99mm — крупнокалиберная снайперская винтовка под патрон 12,7×99 мм[1]
- Truvelo SR 14,5x114mm — крупнокалиберная снайперская винтовка под патрон 14,5×114 мм[1]
- Truvelo SR 20x82mm — крупнокалиберная снайперская винтовка под патрон 20×82 мм[1]
- Truvelo SR 20x110mm — крупнокалиберная снайперская винтовка под патрон 20×110 мм[1]